# ولایت خود مختار کوهستان بدخشان
| ولایت مختار کوهستان بدخشان                   | ولایت مختار کوهستان بدخشان        |
| -------------------------------------------- | --------------------------------- |
| ولایت مختار کوهستان بدخشان در نقشهٔ تاجیکستان |                                   |
| اطلاعات                                      |                                   |
| کشور:                                        | تاجیکستان                         |
| نام رسمی:                                    | ولایت مختار کوهستان بدخشان        |
| مرکز:                                        | خاروغ                             |
| استاندار:                                    | قادر قاسمی                        |
| جغرافیای طبیعی                               |                                   |
| مساحت:                                       | ۶۴٬۲۰۰ کیلومتر مربع               |
| تعداد شهرها:                                 | ۱                                 |
| تعداد ناحیه‌ها:                               | ۷                                 |
| تعداد جماعت‌ها:                               | ۴۱                                |
| مردم                                         |                                   |
| جمعیت (۱۳۸۶):                                | ۲۱۸٬۴۰۰ نفر                       |
| تراکم جمعیت:                                 | ۳٫۴ نفر بر کیلومتر مربع           |
| زبان رسمی:                                   | فارسی تاجیکی                      |
| زبان‌های گفتاری:                              | زبان فارسی تاجیکی، زبان‌های پامیری |
| مذهب:                                        | اسماعیلیه، سنی                    |
| پیش‌شماره:                                    | ۳۵ ۹۹۲+                           |
| کد پست:                                      | ۷۳۶۰۰۰                            |
| وبگاه:                                       |                                   |

ولایت مختار کوهستان بدخشان  (به خط سرلیک: Вилояти Мухтори Кӯҳистони Бадахшон) ولایتی در شرق تاجیکستان است.
این ولایت از جنوب و غرب با افغانستان، از شرق با چین و از شمال با قرقیزستان همجوار است. این ولایت دارای مساحت ۶۳٬۷۱۰ کیلومتر می‌باشد و مرکز آن شهر خاروغ است که براساس سرشماری سال ۲۰۲۰ م. حدود ۳۲ هزار نفر جمعیت داشته‌است.
ولایت مختار کوهستان بدخشان ۴۴٫۵ درصد از مساحت کشور تاجیکستان را در بر می‌گیرد اما تنها ۲۲۳٬۶۰۰ نفر (سرشماری سال ۲۰۲۰) معادل ۳ درصد از جمعیت این کشور را در خود جای داده‌است. بیشتر باشندگان این ولایت تاجیک‌ها  و تاجیکان پامیری هستند که به زبان فارسی تاجیکی و زبان‌های مختلفی از گروه زبان‌های پامیری از شاخهٔ ایرانی شرقی سخن می‌گویند. اقلیتی از قرقیزها نیز در این ولایت سکنی دارند. مذهب بیشتر مردم این منطقه نیز شیعهٔ اسماعیلی از شاخهٔ نزاری است.
دودمان چینگ در زمان حکومت خود که تا سال ۱۹۱۲ بر چین حکومت می‌کرد، بر تمامی کوهستان پامیر به‌عنوان بخشی از خاک خود ادعا داشت. در سال ۱۸۹۰ قراردادی مرزی میان روسیه، چین و افغانستان مرزهای سه کشور را در این ناحیه مشخص کرد اما پس از آن هم گاه این مرزها مورد اعتراض چین واقع می‌شدند تا اینکه در سال ۲۰۰۲ معاهدهٔ مرزی چین و تاجیکستان اختلاف این دو کشور را حل کرد.

## تاریخچه
ولایت خودمختار بدخشان کوهستانی رسماً در ۲ ژانویهٔ ۱۹۲۵ تشکیل شد و پس از بنیانگذاری جمهوری تاجیکستان در سال ۱۹۲۴، منطقهٔ بدخشان نیز جزئی از این جمهوری گشت.
طی دههٔ ۱۹۵۰ بسیاری از مردم بومی کوهستان بدخشان که به پامیری‌ها معروفند به اجبار به مناطق جنوب غربی تاجیکستان کوچانده شدند.
پس از استقلال تاجیکستان از شوروی، نام منطقهٔ خودمختار کوهستان بدخشان به ولایت (استان) خودمختار بدخشان کوهستانی تغییر کرد.
در جریان جنگ داخلی تاجیکستان که از ۱۹۹۲ آغاز شد، حکومت محلی ولایت خودمختار بدخشان کوهستانی در سال ۱۹۹۲ اعلام استقلال کرد. در جریان جنگ داخلی، بسیاری از پامیری‌ها هدف حملات کشندهٔ گروه‌های رقیب قرار گرفتند و بدخشان یکی از دژهای گروه‌های مخالف دولت شد. مدتی پسان‌تر ولایت خودمختار بدخشان کوهستانی اعلام استقلال خود را ملغی کرد.

## ناحیه‌ها
- ناحیهٔ درواز
- ناحیهٔ وَنج
- ناحیهٔ روشان
- ناحیهٔ شُغنان
- ناحیهٔ راشت‌قلعه
- ناحیهٔ اِشکاشِم
- ناحیهٔ مُرغاب

## جغرافیا
بلندترین کوه‌های رشته‌کوه پامیر و سه قله از پنج قلهٔ ۷٬۰۰۰ متری منطقهٔ آسیای میانه شوروی پیشین در این ولایت قرار گرفته‌است.
سه قلهٔ بلند بدخشان عبارت‌اند از قلهٔ اسماعیل سامانی (نام پیشین: قلهٔ کمونیسم) (۷٬۴۹۵ متر)، قلهٔ استقلال (نام پیشین: قلهٔ لنین) (۷٬۱۳۴ متر) در مرز قرقیزستان، و قلهٔ کورژنیوسکی (۷٬۱۰۵ متر).